# Cesare Del Cancia
Cesare Del Cancia (Buti, 6 maggio 1915 – Pontedera, 25 aprile 2011) è stato un ciclista su strada italiano.
Professionista dal 1935 al 1946, vinse la Milano-Sanremo 1937 e tre tappe al Giro d'Italia.

## Carriera
Divenuto professionista nel settembre del 1935 con la Ganna, nel 1936 vinse due classiche del panorama italiano, la Milano-Torino e la Tre Valli Varesine, e una tappa al Giro del Lazio. Nella stagione successiva colse la vittoria più prestigiosa della sua carriera, la Milano-Sanremo per distacco; nello stesso anno conquistò la tappa di Campobasso al Giro d'Italia (corsa che concluse al quinto posto) e il Giro dell'Emilia.
Nel 1938 si aggiudicò due tappe al Giro d'Italia, a Trieste e Varese; durante quel Giro indossò la maglia rosa per otto giornate consecutive, e concluse la prova in settima posizione. Durante l'anno vinse anche la Coppa Moto Guzzi a Mandello del Lario. Prima dell'interruzione agonistica a causa della Seconda guerra mondiale ottenne altri discreti piazzamenti: tra questi spiccano il quinto posto nella generale del Giro d'Italia 1937, il secondo posto al Giro del Piemonte 1939 e il sesto al Trofeo Moschini 1940. Nel dopoguerra cambiò squadra, passando alla Welter, ma non ottenne più risultati rilevanti e terminò la carriera.

## Palmarès
- 1933 (dilettanti)

Giro del Casentino
- 1934 (dilettanti)

Coppa Ettore Pasini
Coppa Baldi
- 1935 (dilettanti)

La Nazionale a Romito Magra
Coppa Figli del Duce - GP Cinquantenario
1ª tappa Coppa Pro Radio (Lugano > San Bernardino)
Coppa Ettore Pasini
- 1936 (Ganna, quattro vittorie)

Milano-Torino
Tre Valli Varesine
Coppa Moto Guzzi - Giro del Lario
2ª tappa Giro del Lazio (Avezzano > Roma)
- 1937 (Ganna, tre vittorie)

Milano-Sanremo
11ª tappa, 2ª semitappa Giro d'Italia (San Severo > Campobasso)
Giro dell'Emilia
- 1938 (Ganna, tre vittorie)

13ª tappa Giro d'Italia (Treviso > Trieste)
17ª tappa Giro d'Italia (Bergamo > Varese)
Coppa Moto Guzzi - Giro del Lario

## Piazzamenti

### Grandi giri
- Giro d'Italia

1936: 13º
1937: 5º
1938: 7º
1939: 8º
1940: 18º
1946: 27º

### Classiche monumento
- Milano-Sanremo

1936: 15º
1937: vincitore
1939: 12º
1941: 23º
- Giro di Lombardia

1935: 12º
1936: 25º
1937: 9º
1938: 12º
1940: 27º